# El protegido (película de 1956)
El protegido es una película en blanco y negro de Argentina dirigida por Leopoldo Torre Nilsson sobre su propio guion que se estrenó el 22 de noviembre de 1956 y que tuvo como protagonistas a Rosa Rosen, Guillermo Battaglia, Guillermo Murray y Mirko Álvarez.
Al comienzo del filme una leyenda advierte al espectador que:

”Por cualquier semejanza que este libro tenga con la realidad, el autor se siente muy entristecido.”

## Sinopsis
Un productor de cine, su esposa, la primera actriz, y el amante, libretista, en un triángulo amoroso que desemboca en un crimen.

## Reparto
- Rosa Rosen...	Cristina Douglas
- Guillermo Battaglia …Vañasco
- Guillermo Murray … Osvaldo Bardi
- Mirko Álvarez ..El joven
- Fernando Vegal
- Alicia Bellán … Inés González
- Bettis Doret
- Pepe Soriano …Amigo de Osvaldo
- Víctor Proncet
- Juan José Mirabelli
- Justo Martínez González
- Osvaldo Robledo
- Pedro Desio
- Pablo Duñá
- Mabel Duclós
- Eduardo Humberto Nóbili
- Pepe Federico
- Pacheco Fernández
- Martha Gutiérrez
- Mariela Reyes
- Mónica Linares
- Alberto Barcel
- Arsenio Perdiguero
- Ricardo Quinteros
- Carlos Romero
- Claudio Vernet
- Mario Benigno
- Aída Villadeamigo

## Comentarios
Fernando Peña opinó del filme:

”…una obra fascinante y sentida, en cuyo argumento pueden advertirse ecos de la relación de Torre Nilsson con Mentasti…y ciertas alusiones a la conducta de Luis César Amadori en el período político 1946-1955.

Por su parte Manrupe y Portela escriben:

”Ejemplo de cine antiperonista. Cargado de alusiones y flojo en su historia, muestra algunos apuntes de mordacidad hacia la industria de la era Apold con clara influencia de Antonioni y algunos pasajes logrados. Un Torre Nilsson todavía en experimentación.”